# Kamjana Jaroeha
Kamjana Jaroeha (Oekraïens: Кам'яна яpyra) is een dorp in de Oekraïense oblast Charkov. De weg E40 gaat door het dorp, waar ongeveer 1500 mensen wonen. Ten westen van Kamjana Jaroeha ligt een klein meer.